# Atletica leggera ai Giochi della XVII Olimpiade - Salto triplo

Video della Finale (film ufficiale dei Giochi)

La competizione del salto triplo di atletica leggera ai Giochi della XVII Olimpiade si è disputata il giorno 6 settembre 1960 allo Stadio Olimpico di Roma.

## L'eccellenza mondiale
| Campione olimpico 1956   | 16,35      | Adhemar da Silva | Presente |
| Campione europeo 1958    | 16,43      | Józef Szmidt     | Presente |
| Primatista mondiale      | 17,03 1960 | Józef Szmidt     | Presente |
| Vincitore dei Trials USA | 16,18      | Ira Davis        | Presente |

Un mese prima dei Giochi il polacco Szmidt atterra a 17,03 m, diventando il primo uomo al mondo a superare la linea dei 17 metri. Alle Olimpiadi ha il ruolo del netto favorito.

## Risultati

### Turno eliminatorio
Qualificazione15,50 m
Quindici atleti ottengono la misura richiesta.
| Pos. | Gruppo | Atleta               | Nazione          | Salti | Salti | Salti | Misura |
| Pos. | Gruppo | Atleta               | Nazione          | 1°    | 2°    | 3°    | Misura |
| ---- | ------ | -------------------- | ---------------- | ----- | ----- | ----- | ------ |
| 1    | A      | Józef Szmidt         | Polonia          | 16,44 | -     | -     | 16,44  |
| 2    | B      | Vladimir Gorjaev     | Unione Sovietica | 15,14 | 16,21 | -     | 16,21  |
| 3    | B      | Ryszard Malcherczyk  | Polonia          | 15,46 | 15,93 | -     | 15,93  |
| 4    | B      | Ian Tomlinson        | Australia        | 15,29 | 15,89 | -     | 15,89  |
| 5    | C      | Manfred Hinze        | Germania         | 15,86 | -     | -     | 15,86  |
| 6    | A      | Kari Rahkamo         | Finlandia        | 15,85 | -     | -     | 15,85  |
| 7    | A      | Sten Erickson        | Svezia           | n     | 15,47 | 15,76 | 15,76  |
| 8    | C      | Vilhjálmur Einarsson | Islanda          | 15,49 | 15,74 | -     | 15,74  |
| 9    | C      | Evgenij Mikhailov    | Unione Sovietica | 15,68 |       |       | 15,68  |
| 10   | B      | Pierluigi Gatti      | Italia           | 15,12 | n     | 15,66 | 15,66  |
| 11   | B      | Frederick Alsop      | Gran Bretagna    | n     | 15,65 | -     | 15,65  |
| 12   | A      | Ira Davis            | Stati Uniti      | 15,64 | -     | -     | 15,64  |
| 13   | C      | Adhemar da Silva     | Brasile          | 15,47 | 15,61 |       | 15,61  |
| 14   | C      | John Baguley         | Australia        | 14,62 | 14,74 | 15,56 | 15,56  |
| 15   | B      | Vitol'd Kreer        | Unione Sovietica | 15,56 | -     | -     | 15,56  |
| 16   | C      | Enzo Cavalli         | Italia           | 15,48 | 15,33 | 15,37 | 15,48  |
| 17   | B      | Bill Sharpe          | Stati Uniti      | 15,44 | 15,24 | n     | 15,44  |
| 18   | B      | Tomio Ota            | Giappone         | 13,59 | 15,42 | n     | 15,42  |
| 19   | C      | Dodiu Patarinski     | Bulgaria         | n     | 15,37 | n     | 15,37  |
| 20   | C      | Jörg Wischmeyer      | Germania         | n     | 15,20 | 15,23 | 15,23  |
| 21   | B      | Éric Battista        | Francia          | 15,22 | n     | 14,83 | 15,22  |
| 22   | A      | Hannu Rantala        | Finlandia        | 15,11 | 14,94 | 15,08 | 15,11  |
| 23   | B      | Karl Thierfelder     | Germania         | n     | 15,08 | n     | 15,08  |
| 24   | A      | Jan Jaskólski        | Polonia          | n     | 14,84 | 15,04 | 15,04  |
| 25   | A      | Hiroshi Shibata      | Giappone         | 14,93 | 14,80 | n     | 14,93  |
| 26   | A      | Luis Felipe Areta    | Spagna           | n     | 14,93 | n     | 14,93  |
| 27   | A      | Federico Bisson      | Italia           | n     | 14,21 | 14,76 | 14,76  |
| 28   | A      | Samuel Igun          | Nigeria          | 14,74 | 14,52 | 14,26 | 14,74  |
| 29   | C      | Herman Stokes        | Stati Uniti      | 14,74 | 14,53 | 14,48 | 14,74  |
| 30   | B      | Rouhollah Rahmani    | Iran             | 14,70 | 13,52 | 14,42 | 14,70  |
| 31   | A      | Koji Sakurai         | Giappone         | 14,59 | 14,17 | 14,07 | 14,59  |
| 32   | C      | A. Abdul Razzak      | Iraq             | 14,08 | 14,56 | 14,27 | 14,56  |
| 33   | A      | Ramón López          | Cuba             | 14,05 | 14,53 | 14,52 | 14,53  |
| 34   | C      | Muhammad Khan        | Pakistan         | n     | 14,43 | 14,20 | 14,43  |
| 35   | B      | Konstantinos Sfikas  | Grecia           | 14,25 | 13,60 | 14,32 | 14,32  |
| 36   | A      | David Norris         | Nuova Zelanda    | n     | 13,78 | 14,30 | 14,3   |
| 37   | B      | Pedro Camacho        | Porto Rico       | n     | 14,21 | 13,58 | 14,21  |
| 38   | B      | Yıldıray Pağda       | Turchia          | 14,11 | 13,85 | n     | 14,11  |
| 39   | C      | Pierre William       | Francia          | 13,29 | n     | n     | 13,29  |

### Finale
Józef Szmidt, primatista mondiale, stabilisce il nuovo record olimpico con 16,44.

In finale Szmidt batte il suo fresco record al primo salto con 16,78. Il polacco scava un abisso tra sé e gli altri concorrenti. Al secondo turno l'americano Davis si porta a 16,41; Szmidt passa e al terzo turno si migliora a 16,81, battendo il precedente record.

Al quarto turno la gara si riapre: il sovietico Gorjaev si porta in seconda posizione con 16,63. Szmidt risponde al turno successivo con un salto di uguale misura.

All'ultimo turno il sovietico tenta il tutto per tutto ma fa un nullo e si accontenta dell'argento. Il connazionale Krejer invece indovina un salto a 16,43 e spodesta Davis dal gradino più basso del podio.

Il campione uscente da Silva, ormai trentatreenne, non va oltre il 14º posto con 15,07.
| Pos.    | Atleta               | Età | Nazione          | Salti | Salti | Salti | Salti           | Salti           | Salti           | Misura |
| Pos.    | Atleta               | Età | Nazione          | 1°    | 2°    | 3°    | 4°              | 5°              | 6°              | Misura |
| ------- | -------------------- | --- | ---------------- | ----- | ----- | ----- | --------------- | --------------- | --------------- | ------ |
| Oro     | Józef Szmidt         | 25  | Polonia          | 16,78 | n     | 16,81 | n               | 16,63           | 13,48           | 16,81  |
| Argento | Vladimir Gorjaev     | 21  | Unione Sovietica | 16,11 | 16,39 | 15,55 | 16,63           | 16,28           | n               | 16,63  |
| Bronzo  | Vitol'd Kreer        | 28  | Unione Sovietica | 16,21 | 16,00 | 15,96 | 16,01           | 15,91           | 16,43           | 16,43  |
| 4       | Ira Davis            | 24  | Stati Uniti      | n     | 16,41 | n     | 16,13           | n               | 16,05           | 16,41  |
| 5       | Vilhjálmur Einarsson | 26  | Islanda          | 16,37 | 16,06 | 15,90 | 16,24           | n               | 16,36           | 16,37  |
| 6       | Ryszard Malcherczyk  | 26  | Polonia          | 15,87 | 16,01 | 15,83 | 15,82           | 13,18           | 14,66           | 16,01  |
| 7       | Manfred Hinze        | 27  | Germania         | 15,93 | n     | 15,84 | Non qualificati | Non qualificati | Non qualificati | 15,93  |
| 8       | Kari Rahkamo         | 27  | Finlandia        | 15,84 | n     | 15,71 | Non qualificati | Non qualificati | Non qualificati | 15,84  |
| 9       | Ian Tomlinson        | 24  | Australia        | 15,40 | 15,71 | 13,29 | Non qualificati | Non qualificati | Non qualificati | 15,71  |
| 10      | Evgenij Mikhailov    | 23  | Unione Sovietica | 15,50 | 15,67 | 14,83 | Non qualificati | Non qualificati | Non qualificati | 15,67  |
| 11      | Sten Erickson        | 31  | Svezia           | 15,49 | 15,32 | n     | Non qualificati | Non qualificati | Non qualificati | 15,49  |
| 12      | Frederick Alsop      | 22  | Gran Bretagna    | 15,49 | n     | n     | Non qualificati | Non qualificati | Non qualificati | 15,49  |
| 13      | John Baguley         | 20  | Australia        | 14,88 | 15,16 | 15,22 | Non qualificati | Non qualificati | Non qualificati | 15,22  |
| 14      | Adhemar da Silva     | 33  | Brasile          | 14,87 | n     | 15,07 | Non qualificati | Non qualificati | Non qualificati | 15,07  |
| -       | Pierluigi Gatti      | 22  | Italia           | n     | n     | n     | Non qualificati | Non qualificati | Non qualificati | NM     |